# Chotěbuz
Chotěbuz település Csehországban, a Karvinái járásban. Chotěbuz Karviná, Český Těšín, Albrechtice és Cieszyn településekkel határos. Lakosainak száma 1395 fő (2024. január 1.).

## Népesség
A település lakosságának változását az alábbi diagram mutatja:
| Lakosok száma | 878  | 1014 | 1364 | 1377 | 1234 | 1033 | 1303 | 1363 | 1358 | 1395 |
|               | 1869 | 1890 | 1921 | 1950 | 1980 | 2001 | 2017 | 2019 | 2022 | 2024 |